# Sabiha al-Shaykh Da'ud
Sabiha al-Shaykh Da'ud, född 1912, död 1975, var en irakisk advokat. 
Hon blev 1936 den första kvinnan att studera juridik i Irak och sedan landets första kvinnliga advokat. Hon var en viktig person i kvinnorörelsen och vice ordförande i Iraqi Women's Union.